# Orthetrum kristenseni
Orthetrum kristenseni – gatunek ważki z rodziny ważkowatych (Libellulidae). Endemit Etiopii.